# Tennistoernooi van Indian Wells 2025
Het tennistoernooi van Indian Wells van 2025 werd van woensdag 5 tot en met zondag 16 maart 2025 gespeeld op de hardcourt-buitenbanen van de Indian Wells Tennis Garden in de Amerikaanse plaats Indian Wells. De officiële naam van het toernooi was BNP Paribas Open.
Het toernooi bestond uit drie delen:
- WTA-toernooi van Indian Wells 2025, het toernooi voor de vrouwen
- ATP-toernooi van Indian Wells 2025, het toernooi voor de mannen
- een invitatietoernooi voor twaalf gemengde koppels, dat werd gespeeld van dinsdag 11 tot en met vrijdag 14 maart.[1] In de finale versloeg het Italiaanse koppel Sara Errani en Andrea Vavassori het Amerikaans/Kroatische koppel Bethanie Mattek-Sands en Mate Pavić met 6–7, 6–3 en [10–8].[2]

## Toernooikalender
- Bron: Competition Schedule op bnpparibasopen.com

| Indian Wells       | maart 2025 | maart 2025 | maart 2025 | maart 2025 | maart 2025 | maart 2025 | maart 2025  | maart 2025  | maart 2025   | maart 2025   | maart 2025   | maart 2025 | maart 2025 |
| Indian Wells       | woe 5      | don 6      | vrĳ 7      | zat 8      | zon 9      | maa 10     | din 11      | woe 12      | don 13       | vrĳ 14       | zat 15       | zon 16     |            |
| ------------------ | ---------- | ---------- | ---------- | ---------- | ---------- | ---------- | ----------- | ----------- | ------------ | ------------ | ------------ | ---------- | ---------- |
| vrouwenenkelspel   | 1e ronde   | 1e ronde   | 2e ronde   | 2e ronde   | 3e ronde   | 3e ronde   | 4e ronde    | 4e ronde    | kwartfinale  | halve finale |              | finale     |            |
| vrouwendubbelspel  |            | 1e ronde   | 1e ronde   | 1e ronde   | 2e ronde   | 2e ronde   | kwartfinale | kwartfinale | halve finale |              | finale       |            |            |
| mannenenkelspel    | 1e ronde   | 1e ronde   | 2e ronde   | 2e ronde   | 3e ronde   | 3e ronde   | 4e ronde    | 4e ronde    | kwartfinale  |              | halve finale | finale     |            |
| mannendubbelspel   |            |            |            |            | 1e ronde   | 1e ronde   | 2e ronde    | kwartfinale |              | halve finale | finale       |            |            |
| gemengd dubbelspel |            |            |            |            |            |            | 1e ronde    | kwartfinale | halve finale | finale       |              |            |            |

ATP-toernooi van Indian Wells‎ – WTA-toernooi van Indian Wells‎

1989 · 1990 · 1991 · 1992 · 1993 · 1994 · 1995 · 1996 · 1997 · 1998 · 1999 · 2000 · 2001 · 2002 · 2003 · 2004 · 2005 · 2006 · 2007 · 2008 · 2009 · 2010 · 2011 · 2012 · 2013 · 2014 · 2015 · 2016 · 2017 · 2018 · 2019 · 2020 · 2021 · 2022 · 2023 · 2024 · 2025